# Leptopogon rufipectus
Leptopogon rufipectus là một loài chim trong họ Tyrannidae.